# Herb Ustronia
Herb Ustronia – jeden z symboli miasta Ustroń w postaci herbu.

## Wygląd i symbolika
Herb przedstawia na błękitnej tarczy złote słońce nad złotym pługiem skierowanym w heraldycznie lewą stronę.
Pług symbolizuje rolnictwo, które było jednym z głównych zajęć mieszkańców Ustronia.

## Historia

Herb z lat 1977-2009

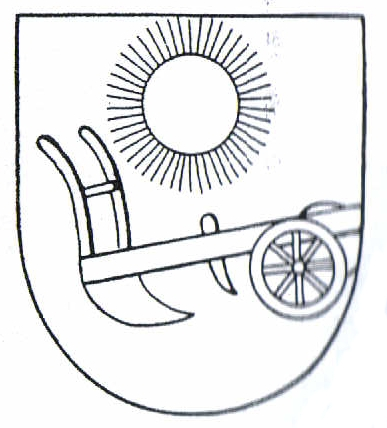
Dawny herb według M. Gumowskiego

Pierwszy herb Ustronia pojawił się, podobnie jak w przypadku wielu innych miejscowości Śląska Cieszyńskiego, na początku XVIII w. W 1702 r. do użytku weszła pieczęć gminna, na której widać ujęty z boku pług oraz legendę: USTRON ANNO 1702.
Pod koniec XVIII w. na większej pieczęci obok pługa pojawiło się słońce. Rozszerzono także legendę – brzmiała ona: USTRONER GEMEIN SIEGEL TESCHNER HERZOGLICHE KAMMER. Używano jej jeszcze w 1870 r. W XIX w. pojawiły się kolejne zmiany w herbie gminy – prócz pługa widać na nim inne narzędzia rolnicze – sierp, kosę, grabie, dwa skrzyżowane ręczne młoty hutnicze; widoczne na niektórych pieczęciach siedem świerków na zboczu góry podkreślają znaczenie miejscowości jako uzdrowiska. Od 1880 do 1918 r. używano nowej pieczęci, z cesarskim dwugłowym orłem i dwujęzyczną legendą – GEMEINDE USTRON – GMINA USTRON.
W okresie II Rzeczypospolitej Ustroń nie używał żadnego herbu, podobnie podczas okupacji hitlerowskiej. W 1957 r., po otrzymaniu praw miejskich, przywrócono dawny symbol z pieczęci wielkiej – w polu błękitnym złote słońce nad złoto-srebrnym pługiem (barwy zaproponował Marian Gumowski). Obowiązywał on do 1977 r., kiedy ustanowiono nowy herb: tarcza herbowa dzielona jest w prawo skos, w polu prawym, błękitnym umieszczono zielony świerk i biały budynek domu wypoczynkowego, natomiast w polu lewym, biało-zielonym, znajdowało się złote półsłońce. Dół tarczy był zielony. Nowy herb miał oddawać uzdrowiskowy charakter Ustronia i symbolizować kotlinę Wisły o wschodzie słońca. Posiadał on jednak wiele błędów heraldycznych – nałożono barwy na barwę (błękitne pole – zielony świerk), złote słońce na białe pole, a poszczególne elementy nie były zgodne z regułami heraldycznymi.
Herb, zaprojektowany przez artystę plastyka Karola Kubalę, obowiązywał do 2009 r. W 2009 r. postanowiono wrócić do wzoru herbu sprzed zmiany w 1977 r., zaś herb z lat 1977-2009 po niewielkich zmianach stał się logo miasta.